# Suzanne Roubaud
Pour les articles homonymes, voir Roubaud.
Adèle Suzette Roubaud dite Suzanne, née Molino le 19 avril 1907 à Fuveau (Bouches-du-Rhône) et morte en 1993, est une angliciste et résistante française.

## Biographie
Suzanne Molino naît le 17 avril 1907 à Fuveau. 
En 1927, elle est avec Edmonde Vinel et Simone Pétrement l'une des trois premières femmes à réussir le concours littéraire de l'École normale supérieure. Sœur de Frantz Molino, également normalien, elle est une des 41 premières élèves féminines de l'établissement, avant qu'il ne ferme ses portes aux femmes en 1940. Elle obtient l'agrégation d'anglais en 1932.
Elle épouse Lucien Roubaud le 7 août 1931 à Caluire-et-Cuire (Rhône) et prend part à la Résistance avec lui. Ils sont les parents de quatre enfants, dont Jacques Roubaud, poète et mathématicien, et Jean-René Roubaud, qui se suicidera en 1961 à l'âge de 22 ans, alors qu'il était élève de l'ENS.
Après avoir été lectrice au Bedford College, elle devient après la guerre enseignante d'anglais au lycée de Carcassonne. Elle fut selon Pierre Lusson « un merveilleux professeur ».